# Округ Шатоква (Канзас)
Округ Шатоква (енгл. Chautauqua County) је округ у америчкој савезној држави Канзас. По попису из 2010. године број становника је 3.669. Седиште округа је град Седан.

## Демографија
Према попису становништва из 2010. у округу је живело 3.669 становника, што је 690 (15,8%) становника мање него 2000. године.
| Група             | 2000.         | 2010.         |
| Белци             | 4.054 (93,0%) | 3.291 (89,7%) |
| Афроамериканци    | 13 (0,3%)     | 16 (0,4%)     |
| Азијати           | 3 (0,1%)      | 3 (0,1%)      |
| Хиспаноамериканци | 59 (1,4%)     | 87 (2,4%)     |
| Укупно            | 4.359         | 3.669         |